# 댈러스 수니아스
댈러스 수니아스(Dallas Soonias, 1984년 4월 25일 캐나다 서스캐처원주 새스커툰 ~ )는 캐나다의 배구 선수이다. 현재는 푸에르토리코에서 뛰고 있다. 2011-2012시즌에는 천안 현대캐피탈 스카이워커스에서 뛰었다. 그의 외할아버지는 한국 전쟁에 캐나다 군으로 참전한 적이 있다.
그는 캐나다 국가대표 공격수로 활동하고 있으며, 레드디어 대학과 앨버타 대학교에서 철학을 전공한 선수이기도 하다.

## 선수 경력
달라스 수니아스는 2004년부터 캐나다 국가대표로 활동하는 선수로 러시아 및 스페인, 프랑스 리그에서 활동하였다. 그는 2011년 9월에 천안 현대캐피탈 스카이워커스에 입단하였다. 당시 천안 현대캐피탈 스카이워커스는 2010-2011 시즌에서 3위에 머물렀는데 이 시즌 외국인 선수였던 엑토르 소토를 대체하고 대전 삼성화재 블루팡스의 외국인 선수 가빈 슈미트를 상대하기 위하여 그를 영입하게 된다.
그는 현대캐피탈에 입단한 후 맞이한 2011-2012 시즌 1라운드에서는 같은 팀의 주포인 문성민의 부상 여파로 이렇다 할 활약을 보이지 못하였다. 오히려 서브 리시브 및 수비가 불안하고 중요한 상황에서 범실을 하면서 현대캐피탈 하종화 감독의 성씨를 따서 수(水)니아스라는 비아냥을 받기도 했고, 소속팀은 물배구를 한다는 비아냥을 받기도 하였다.
하지만 그는 2라운드부터 문성민이 돌아옴에 따라 문성민과 좌우 쌍포를 구축하며 살아나기 시작하였고, 현대캐피탈은 이른바 문성민-수니아스 공존 효과를 보며 2라운드를 마감하였다. 그는 2라운드에서의 활약으로 2라운드 MVP를 차지하였다.

## 플레이 스타일
왼손잡이 선수로 라이트 포지션에서 뛰고 있다. 플로터 서브를 주로 구사하는 선수이지만 천안 현대캐피탈 스카이워커스에 입단한 뒤에는 하종화 감독의 주문에 따라 스파이크 서브를 구사한다.

## 수상 경력
- 2005년 캐나다 톰 롱보트 상[4]

## 참고 문서
1. ↑  심병일 기자. “꽃미남 수니아스, 대 이은 '한국 사랑'”. 2016년 3월 4일에 원본 문서에서 보존된 문서. 2011년 12월 21일에 확인함.
2. ↑  최형철 기자. “水 니아스? 秀 니아스!”. 2011년 11월 25일에 원본 문서에서 보존된 문서. 2011.11.22 21:14:11에 확인함.
3. ↑  조영준 기자. “'2R MVP' 수니아스, "문성민과의 공존 효과, 당연히 인정" (인터뷰)”. 2012년 5월 26일에 원본 문서에서 보존된 문서. 2011.12.09 10:27에 확인함.
4. ↑  이 상은 캐나다의 모든 스포츠 종목을 망라하여 최고의 원주민 선수에게 수여한다.